# جی‌جی آلدریچ
جی‌جی آلدریچ (انگلیسی: JJ Aldrich؛ زادهٔ ۲۹ سپتامبر ۱۹۹۲) ورزشکار هنرهای رزمی ترکیبی و تکواندوکار اهل ایالات متحده آمریکا است.